# Нојева барка (албум)
Нојева барка је четрнаести студијски албум Рибље Чорбе. Албум је објављен 1999. године, на коме се налазе једанаест песама.
Издавач албума Нојева барка је Хи-Фи рекордс. На албуму се налазе хитови: Нојева барка, Гастарбајтерска 2, Изгубљен случај, Царе. Први пут после 15 година са бендом је сарађивао на албуму некадашњи члан групе Момчило Бајагић Бајага, који је певао пратеће вокале у песми Где си.

## Чланови групе
- Бора Ђорђевић - вокал
- Видоја Божиновић Џинџер - електрична гитара
- Миша Алексић - бас-гитара
- Мирослав Милатовић Вицко - бубњеви
- Владимир Барјактаревић - клавијатуре